# Поляков, Александр Филатович
Алекса́ндр Фила́тович Поляко́в (29 сентября 1908, село Александровка — 1942, Москва) — советский писатель, военный корреспондент и политработник (старший политрук). Дважды награждён орденом Красного Знамени. Его книга «В тылу врага: дневник военного корреспондента» в 1942 году была переведена на английский и издана в США под названием «Russians don’t surrender» («Русские не сдаются»). По возвращении из очередной командировки на фронт скоропостижно скончался в своём кабинете в возрасте 34 лет от кровоизлияния в мозг, связанного с перенесёнными ранее тяжёлыми контузиями.

## Биография
Родился в селе Александровка (ныне — в Башмаковском районе Пензенской области).
В 1928 году окончил 1‑е Московское артиллерийское училище им. Л. Б. Красина. Служил командиром батареи на Лужском испытательном полигоне под руководством Н. Н. Воронова, будущего маршала артиллерии. В 1929 году вступил в ВКП(б). В 1932 году получил тяжёлую контузию при испытании нового орудия, был уволен по болезни.
Работал заведующим клубом, затем — заместителем начальника агитационной эскадрильи имени Максима Горького.
С 1938 года — корреспондент газеты «Красная звезда». С 17 сентября 1939 года — корреспондент газеты в польском походе; был прикомандирован к отдельному разведывательному батальону, впоследствии выпустил книгу «Разведчики в бою».
С ноября 1939 года — корреспондент газеты на советско-финской войне, в 420-м полку 9-й армии. Находясь в окружении, после гибели командира батальона взял на себя командование батальоном, сумел вывести его из окружения. Был тяжело ранен в ногу, на самолёте эвакуирован в Ленинград. В марте 1940 года награждён орденом Красного Знамени. С 1940 года — в кадрах РККА; весной 1941 года переаттестован в звание батальонного комиссара.
С началом Отечественной войны — в составе 24-й стрелковой Самаро-Ульяновской Железной дивизии; выходя из окружения, неоднократно участвовал в боях. Опубликовал в «Красной звезде» документальную повесть «В тылу врага», впоследствии переведённую на 14 языков и вышедшую также в Великобритании, США, Китае.
В январе 1942 года воевал в составе экипажа тяжёлого танка КВ; об этих боях написал книгу «Белые мамонты».

### Дата смерти
На данный момент не удалось установить точный день и даже месяц смерти, так как различные источники значительно противоречат друг другу. В списке, составленном Союзом журналистов Москвы, указано, что А. Ф. Поляков умер в марте 1942 года. В биографическом же обзоре, опубликованном в 2008 году в «Красной звезде», говорится, что «конец лета и начало осени 1942 года Александр Поляков, уже батальонный комиссар, провёл на Калининском фронте в районе Ржева, где шли ожесточённые бои». К сожалению, не вносят ясности и воспоминания бывшего главного редактора «Красной звезды» Ортенберга. В своей книге он только пишет, что при перепечатке в октябре 1942 в «Правде» серии очерков Полякова «Под Ржевом» имя автора очерков уже стояло в траурной рамке. Умер ли автор недавно или ещё весной, остаётся неясным. Некролог был подписан 3 октября 1942 коллективом Красной звезды.

## Избранные сочинения
- Поляков А. Ф. В тылу врага. — Куйбышев : Облгиз, 1941. — 85+2 с. — (Печатается по газете «Красная звезда» за авг.-сент. 1941 г.).
  -  — Краснодар : Краев. книгоизд-во, 1941. — 88 с.
  -  — Красноярск : Красноярск. рабочий, 1941. — 72 с.
  -  — 2-е изд. — Воронеж : Воронежск. обл. кн-во, 1941. — 121+2 с.
  -  — Саратов : Сароблгиз, 1941. — 84 с.
  -  — Свердловск : Огиз. Свердлгиз, 1941. — 64 с.
  -  — Чкалов : Чкаловск. изд-во, 1941. — 58 с.
  -  — Чкалов : ОГИЗ Чкаловск. изд-во, 1941. — 56+2 с.
  -  — Иркутск : ОГИЗ Иркутск. обл. изд-во, 1942. — 124 с. — («Дневник» перепеч. из газ. «Красная звезда» за 1941 г. № 181—185, 187, 189—191, 193, 195, 196, 198—200, 202, 204, 207, 208 и 210)
  -  — 2-е изд., доп. — Куйбышев : Облгиз, 1942. — 192 с.
  -  — М. : Воениздат, 1942. — 184 с. — (Библиотека красноармейца).
  - В тылу врага : дневник военного корреспондента. — М. : Военмориздат, 1942. — 178+2 с. — (Фронтовая библиотека краснофлотца).
  -  — Уфа : Башгосиздат, 1942. — 104 с.
- Поляков А. Ф. Под Ржевом : [Очерк]. — [М.] : Воен. изд-во, 1942. — 46+2 с. — (Библиотека красноармейца. Из фронтовой жизни)
  -  — Л. : Отд. Воениздата НКО СССР при Ленингр. фронте, 1942. — 37+2 с. — (Библиотека красноармейца. Из фронтовой жизни).
  -  — Красноярск : Красноярский рабочий, 1942. — 45+2 с.
  -  — Красноярск : Воениздат, 1942. — 38+2 с. — (Библиотека красноармейца. Из фронтовой жизни).
- Поляков А. Ф. Советские мамонты : (История пяти КВ). — Уфа : Башгосиздат, 1942. — 128 с.

переиздания после 1942 года
- Поляков А. Ф. Белые мамонты / [Предисл. З. Гусевой, с. 3-8]. — [Пенза] : Пенз. обл. изд-во, 1949. — 316 с. — (Содерж.: В тылу врага: Дневник военного корреспондента; Белые мамонты: История пяти «КВ»).

## Награды
- два ордена Красного Знамени (март 1940[4]; 31.12.1941)[2]

## Память
Имя А. Ф. Полякова выбито на мемориальной доске в вестибюле редакции «Красной звезды» в числе журналистов газеты, погибших на фронте.
С 2008 года в Пензенской области проводится ежегодный областной журналистский конкурс имени Александра Полякова.